# Šarūnas Marčiulionis
Raimondas Šarūnas Marčiulionis (* 13. června 1964 Kaunas) je bývalý litevský basketbalista.
Reprezentoval Sovětský svaz i samostatnou Litvu. Se sovětskou mužskou basketbalovou reprezentací vyhrál olympijský turnaj v Soulu roku 1988 a získal dvě medaile na mistrovství Evropy, stříbro (1987) a bronz (1989). S litevskou reprezentací přidal do sbírky dva olympijské bronzy, z Barcelony (1992) a Atlanty (1996), a jedno stříbro z evropského šampionátu (1995). Na tomto turnaji byl i nejlepším střelcem i nejužitečnějším hráčem. Sedm sezón strávil v NBA (1989–1997), byl prvním sovětským basketbalistou, který tuto ligu hrál. Dočkal se i řady individuálních ocenění. V roce 1988 byl zvolen evropským basketbalistou roku v anketě Mr. Europa, kterou pořádal italský týdeník Superbasket. Čtyřikrát byl vyhlášen litevským sportovcem roku (1987, 1989, 1990, 1991). V roce 1991 byl Mezinárodní basketbalovou federací (FIBA) zařazen mezi 50 nejlepších basketbalistů historie. V roce 2014 byl uveden do americké Naismithovy basketbalové síně slávy a o rok později i do síně slávy FIBA. Po skončení hráčské kariéry založil vlastní basketbalovou akademii a v letech 1993–2002 byl prezidentem litevské ligy.